# Safed
Safed (hebrejsky צְפַת, Cfat, arabsky صفد, Safad, v oficiálním přepisu do angličtiny Zefat) je město v Izraeli, v Severním distriktu.

## Geografie
Leží v Horní Galileji cca 120 kilometrů severovýchodně od centra Tel Avivu a cca 50 kilometrů severovýchodně od centra Haify v nadmořské výšce okolo 700 metrů na svazích hory Har Kana'an (včetně sousedního vrcholku Har Birija) a nedaleko od východního okraje masivu Har Meron, od kterého je odděleno hlubokým údolím toku Nachal Amud. Na východ od města se terén prudce svažuje do příkopové propadliny horního toku řeky Jordán. Směřuje tam i vádí Nachal Roš Pina, které na úpatí svahu protéká městem Roš Pina, cca 4 kilometry od Safedu. Město je na dopravní síť napojeno pomocí dálnice číslo 89, která ho míjí po západním okraji a překlenuje zde hluboké severojižní údolí Nachal Akbara, přes které vede Most Akbara – nejvyšší mostní stavba v Izraeli.
Safed se nachází v hustě zalidněné a zčásti zalesněné krajině. Osídlení v tomto regionu je etnicky smíšené. Vlastní město je převážně židovské, v jeho okolí se ale vyskytují i vesnice a města osídlená Araby. Přímou součástí města Safed je navíc arabské předměstí Akbara obývané Araby.

## Dějiny
Safed se proslavil v raném novověku jako centrum židovské učenosti a kabalistických studií. Spolu s Jeruzalémem, Tiberias a Hebronem je považované za „svaté město“ judaismu.
Dějiny města ale sahají hlouběji do historie. Podle legendy Safed založili po potopě Noemovi synové. Historické zdroje ukazují, že město bylo založeno v 2. století. V roku 1102 tu křižáci postavili pevnost, kterou v roce 1188 dobyl Saladin. Hrad obnovili v roce 1240 francouzští templáři, ale v roce 1266 jej definitivně dobyli muslimové. Safed se tehdy stal hlavním městem severní Galileji.
V 16. století se Safed pod osmanskou nadvládou stal „židovským městem“. Okolo roku 1550 tu žilo okolo 10 000 Židů – mnozí přišli ze Španělska po svém vyhnání v roce 1492. Usadili se tu mnozí známí židovští učenci, např. rabíni Josef Karo, Moše Cordovero a Jicchak Luria. Safed se stal centrem kabalistických studií. V roce 1578 zde byla založena první hebrejská tiskárna v tehdejší osmanské Palestině. V 17. století se Safed stal centrem mesianistického hnutí pod vedením Šabtaje Cviho – sabatianismu. Ze Safedu pochází také jedna z Cviho manželek.
Od 18. století došlo v důsledku dvou velkých zemětřesení (1759, 1837), epidemií (1742, 1812, 1847) a útoků arabského obyvatelstva (1833, 1834, 1929) k poklesu počtu židovského obyvatelstva, který dosáhl nejnižší hodnoty za doby britského mandátu.
V roce 1948, před začátkem války za nezávislost, žilo v Safedu 12 000 Arabů a 1700 Židů. V květnu 1948 arabské obyvatelstvo z města uteklo. Od té doby je Safed převážně židovským městem.
Během Druhé libanonské války v roce 2006 dopadly na město rakety vypálené z Libanonu. Ty poničily zejména porosty v lese Birija – rozsáhlém lesním komplexu, který se rozkládá severně od Safedu. Ve městě funguje Nemocnice Ziv.

## Demografie
Podle údajů z roku 2009 tvořili naprostou většinu obyvatel Židé – přibližně 27 500 osob (včetně statistické kategorie „ostatní“, která zahrnuje nearabské obyvatele, židovského původu ale bez formální příslušnosti k židovskému náboženství, přibližně 28 800 osob). Na jihovýchodním okraji města ovšem leží čtvrť Akbara – původně samostatná vesnice obývaná Araby, která byla roku 1982 připojena k Safedu. Žije v ní víc než 200 arabských rodin.
V Safedu se rovněž usídlilo 120 arabských rodin členů proizraelské Jiholibanonské armády. V Safedu také studuje přibližně 500 arabských žáků zdejších škol. Židovská populace se dělí na sekulární a nábožensky orientované rodiny (zjevný je zejména rostoucí počet ultraortodoxních Židů). Je tu také významná komunita takzvaných ba'alej tšuva (původně sekulárních Židů vracejících se k judaismu).
Jde o středně velkou obec městského typu s dlouhodobě rostoucí populací. K 31. prosinci 2015 zde žilo 33 400 lidí.
| Rok  | Obyvatelé |
| ---- | --------- |
| 1948 | 2 317     |
| 1949 | 4 000     |
| 1950 | 5 500     |
| 1951 | 7 000     |
| 1952 | 7 750     |
| 1953 | 7 900     |
| 1954 | 8 100     |
| 1955 | 8 800     |
| 1956 | 9 800     |
| 1957 | 10 050    |
| 1958 | 10 150    |
| 1959 | 10 500    |

| Rok  | Obyvatelé |
| ---- | --------- |
| 1960 | 10 700    |
| 1961 | 10 950    |
| 1962 | 11 500    |
| 1963 | 12 300    |
| 1964 | 12 700    |
| 1965 | 12 900    |
| 1966 | 12 900    |
| 1967 | 13 000    |
| 1968 | 13 100    |
| 1969 | 13 100    |
| 1970 | 13 100    |
| 1971 | 13 200    |

| Rok  | Obyvatelé |
| ---- | --------- |
| 1972 | 13 600    |
| 1973 | 14 400    |
| 1974 | 14 300    |
| 1975 | 14 200    |
| 1976 | 14 200    |
| 1977 | 14 600    |
| 1978 | 14 900    |
| 1979 | 15 500    |
| 1980 | 16 100    |
| 1981 | 16 500    |
| 1982 | 16 900    |
| 1983 | 15 900    |

| Rok  | Obyvatelé |
| ---- | --------- |
| 1984 | 17 200    |
| 1985 | 16 800    |
| 1986 | 16 800    |
| 1987 | 16 400    |
| 1988 | 16 400    |
| 1989 | 16 600    |
| 1990 | 19 300    |
| 1991 | 21 400    |
| 1992 | 20 900    |
| 1993 | 21 200    |
| 1994 | 21 600    |
| 1995 | 21 959    |

| Rok  | Obyvatelé |
| ---- | --------- |
| 1996 | 22 979    |
| 1997 | 23 762    |
| 1998 | 23 991    |
| 1999 | 24 300    |
| 2000 | 25 157    |
| 2001 | 25 904    |
| 2002 | 26 400    |
| 2003 | 26 800    |
| 2004 | 27 300    |
| 2005 | 28 200    |
| 2006 | 28 100    |
| 2007 | 28 500    |

| Rok  | Obyvatelé |
| ---- | --------- |
| 2008 | 29 600    |
| 2009 | 29 500    |
| 2010 | 30 400    |
| 2011 | 32 200    |
| 2012 | 32 100    |
| 2013 | 32 900    |
| 2014 | 32 900    |
| 2015 | 33 400    |
| 2016 | 33 600    |
| 2017 | 35 300    |
| 2018 | 35 700    |

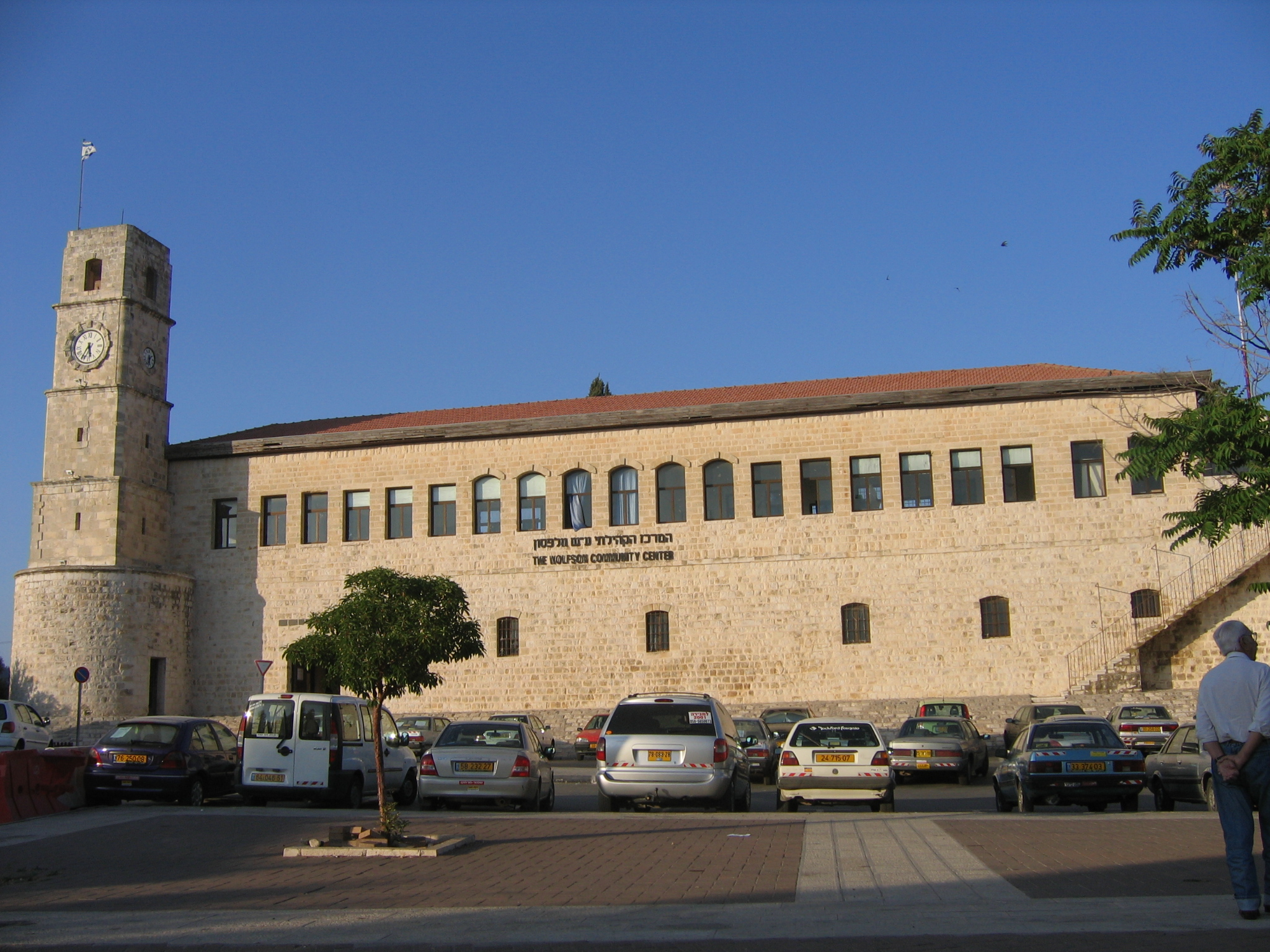
Seraya - Osmanská pevnost
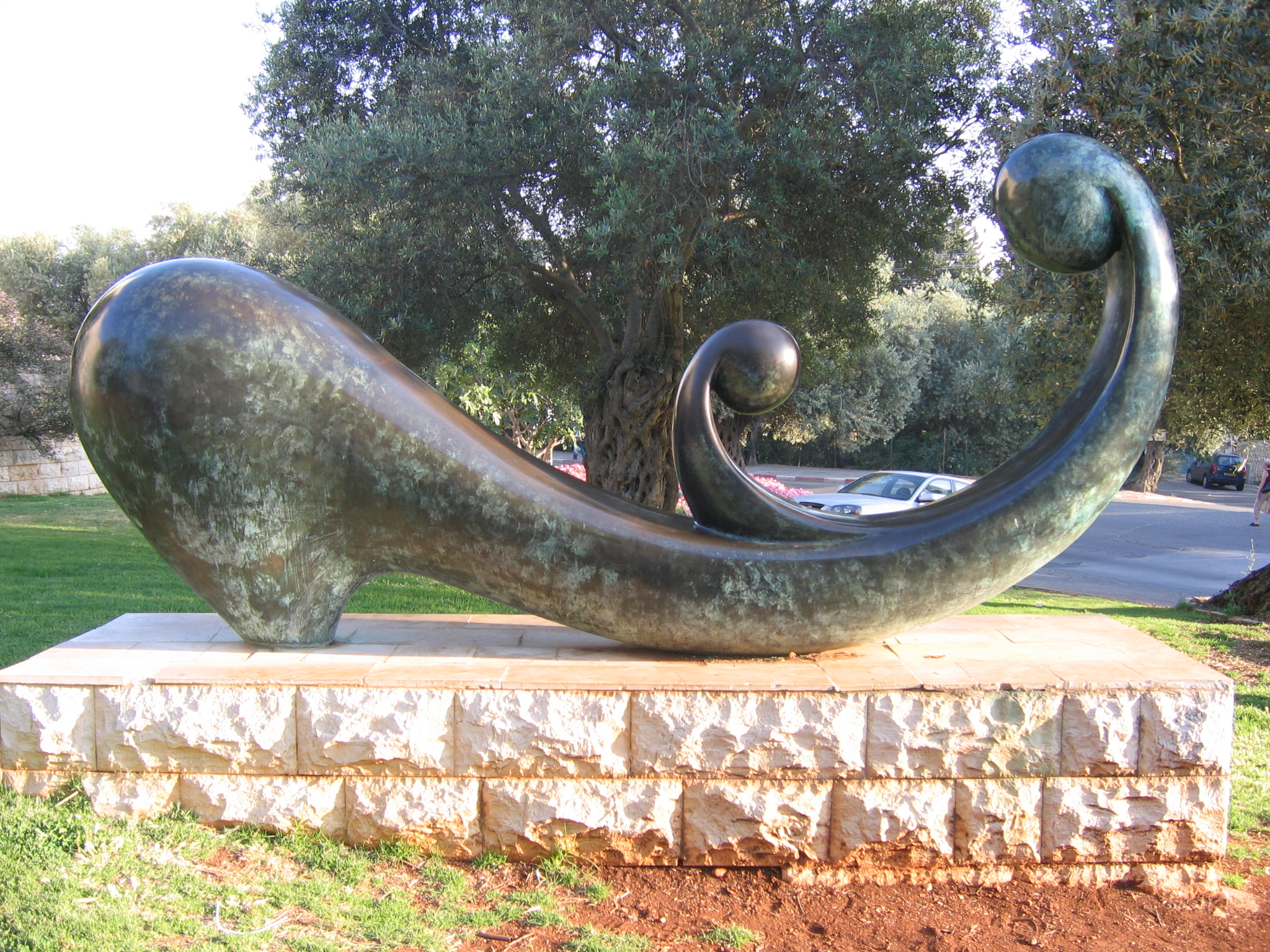
Socha ve městě Safed
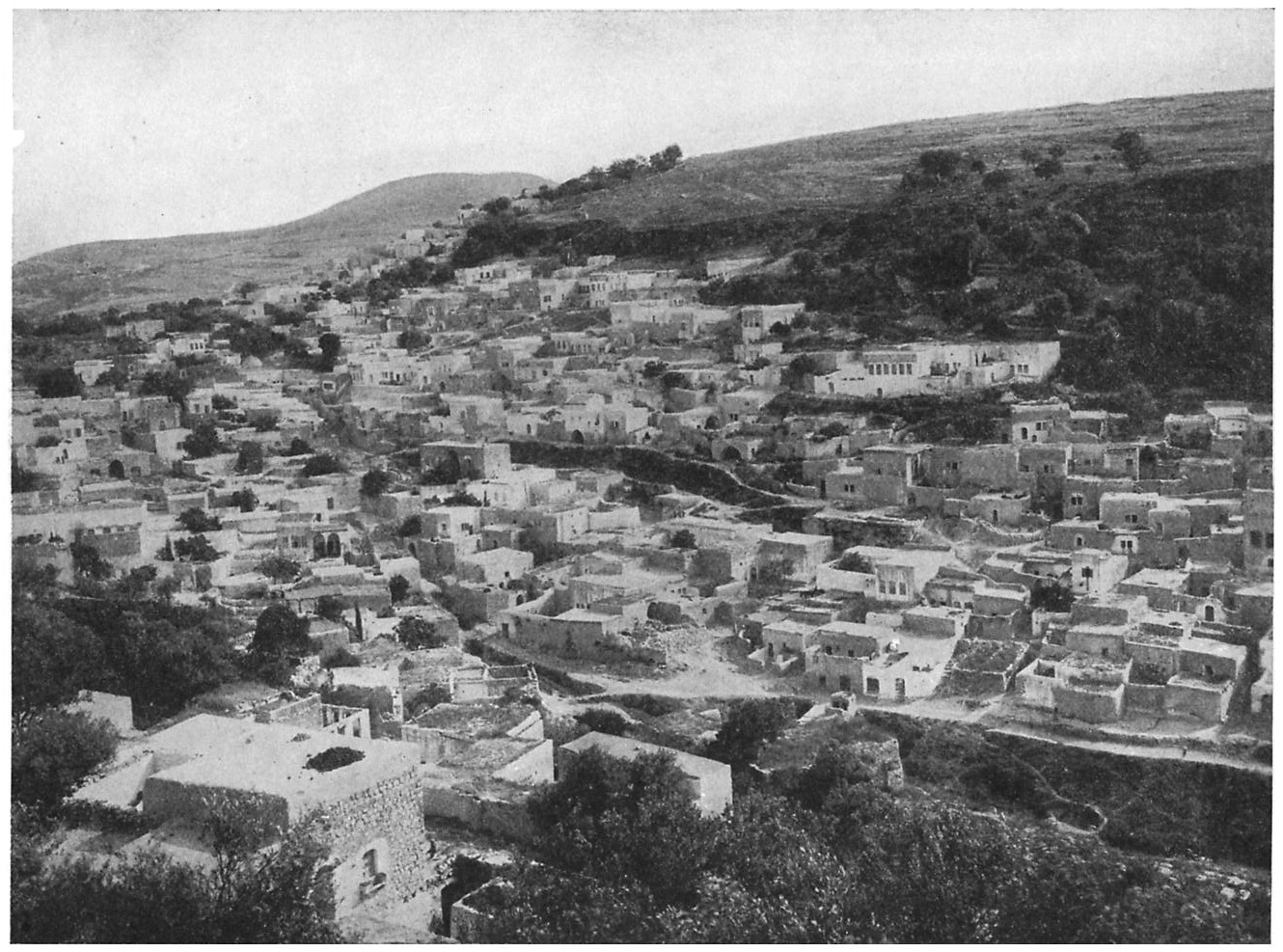
Muslimská čtvrť ve městě Safed okolo roku 1908
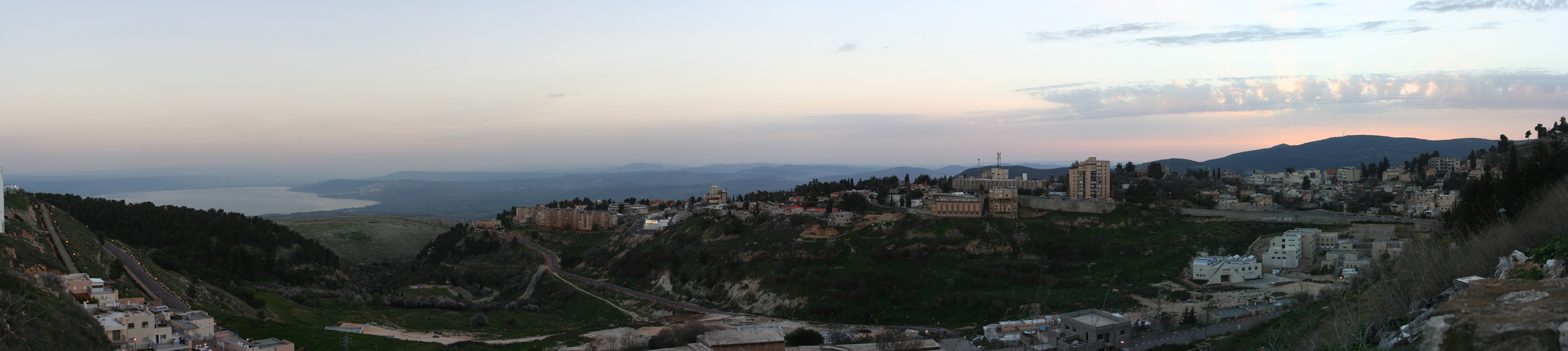
Panorama

## Partnerská města
- Lille
- Guarda